# 요시노 감

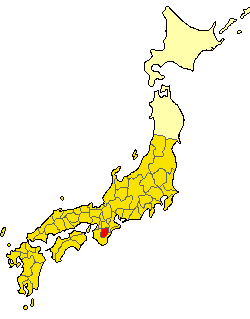
요시노 감의 위치 (716년 무렵)

요시노 감(일본어: 芳野監 요시노겐[*])은 8세기에 일본 요시노 지방(吉野地方)에 설치되었던 특별 지방 행정 기관이다. 기나이에 포함되며, 현재의 나라현 남부에 해당한다.
야마토국의 요시노군을 분리하여 설치하였다. 설치 시기는 명확하지 않지만, 이즈미 감이 설치된 레이키 2년(716년)과 비슷한 시기라고 생각된다. 국(国)이 아닌 감(監)이 설치된 것은 이 지역에 있던 요시노 궁(吉野宮)의 관리 역할을 맡았기 때문이라고 추측된다. 덴표 10년(738년) 이후 폐지되었다.